# Microlamia
Microlamia is een kevergeslacht uit de familie van de boktorren (Cerambycidae). De wetenschappelijke naam van het geslacht werd voor het eerst geldig gepubliceerd in 1874 door Bates.

## Soorten
Microlamia omvat de volgende soorten:
- Microlamia elongata Breuning, 1940
- Microlamia norfolkensis Breuning, 1947
- Microlamia pygmaea Bates, 1874